# فیلیپ اسکوفیلد
فیلیپ اسکوفیلد (انگلیسی: Phillip Schofield؛ زادهٔ ۱ آوریل ۱۹۶۲) یک مجری تلویزیون اهل بریتانیا است. وی از سال ۱۹۸۲ میلادی تاکنون مشغول فعالیت بوده‌است.

## افتخارات
او در سال ۲۰۱۱ موفق به دریافت مدرک افتخاری دکترای هنر از دانشگاه پلیموث شد.